# Brunnen am Haus der Frau von Stein

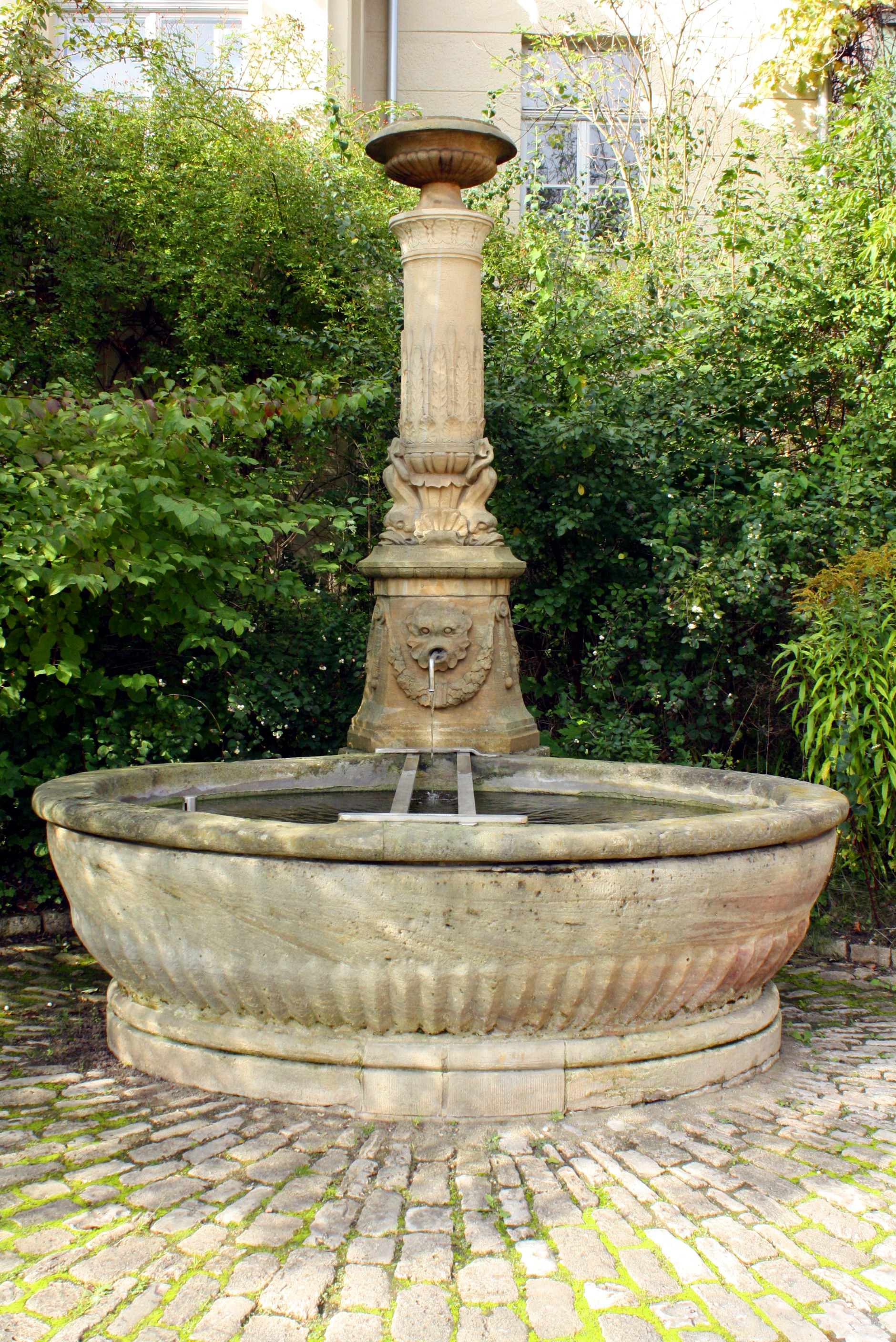
Brunnen am Haus der Frau von Stein

Vor dem Haus der Frau von Stein, benannt nach Charlotte von Stein, welches 1770 auf dem Grund des alten Stiedenvorwerks an der Ackerwand 25–27 von Anton Georg Hauptmann erbaut wurde, befindet sich einer der Brunnen in Weimar, die 1847 von Carl Dornberger geschaffen wurde und von Maria Pawlowna gestiftet wurde. Das Haus der Frau von Stein ist gewissermaßen ein Rest des alten Stiedenvorwerks.
Der Standort des Röhrenbrunnens vor dem Haus der Frau von Stein war dort nach 1857 festgelegt worden, während er vorher vor dem Frauenthore aufgestellt wurde. Ihm wiederum hatte der ebenfalls von Carl Dornberger geschaffene Muschelbrunnen am Haus der Frau von Stein Platz gemacht, der nun seinen Platz in der Schwanseestraße gefunden hatte. Der Brunnen ist ein Röhrenbrunnen, der aus einer zylinderförmigen Brunnensäule mit einer bekrönenden Vase. Zum plastischen Schmuck zählen u. a. nach unten schwimmende Delphine bzw. mit einem fratzenartigen Wasserspeier mit Feston. Das Material war Berkaer Sandstein. 1962 wurde er von Franz Dospiel mit Elbsandstein erneuert.